# Pleurophorus cambeforti
Pleurophorus cambeforti är en skalbaggsart som beskrevs av Riccardo Pittino och Mario Mariani 1986. Pleurophorus cambeforti ingår i släktet Pleurophorus och familjen Aphodiidae. Inga underarter finns listade i Catalogue of Life.